# Dendrolagus matschiei
Dendrolagus matschiei là một loài động vật có vú trong họ Macropodidae, bộ Hai răng cửa. Loài này được Forster & Rothschild mô tả năm 1907.

## Hình ảnh

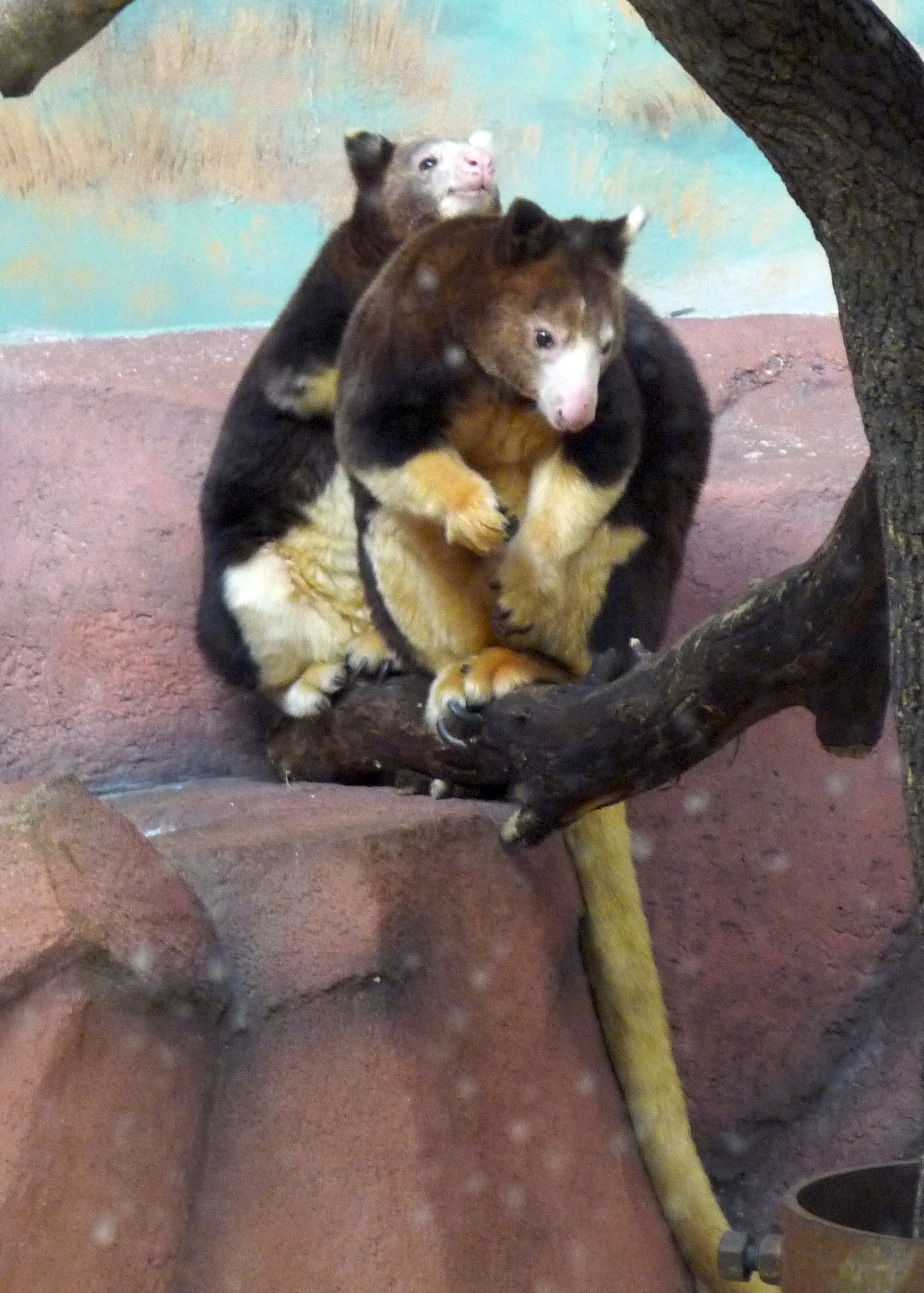
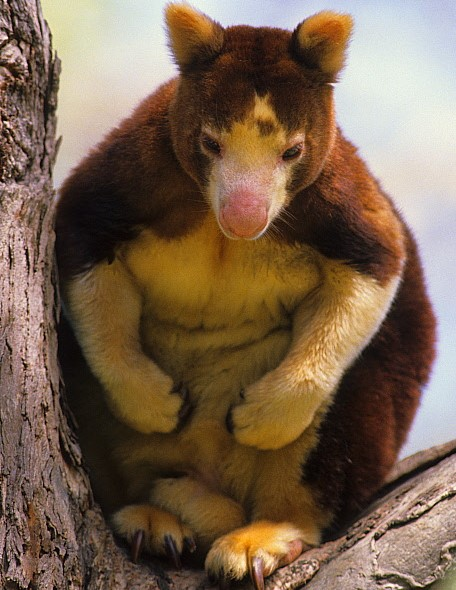
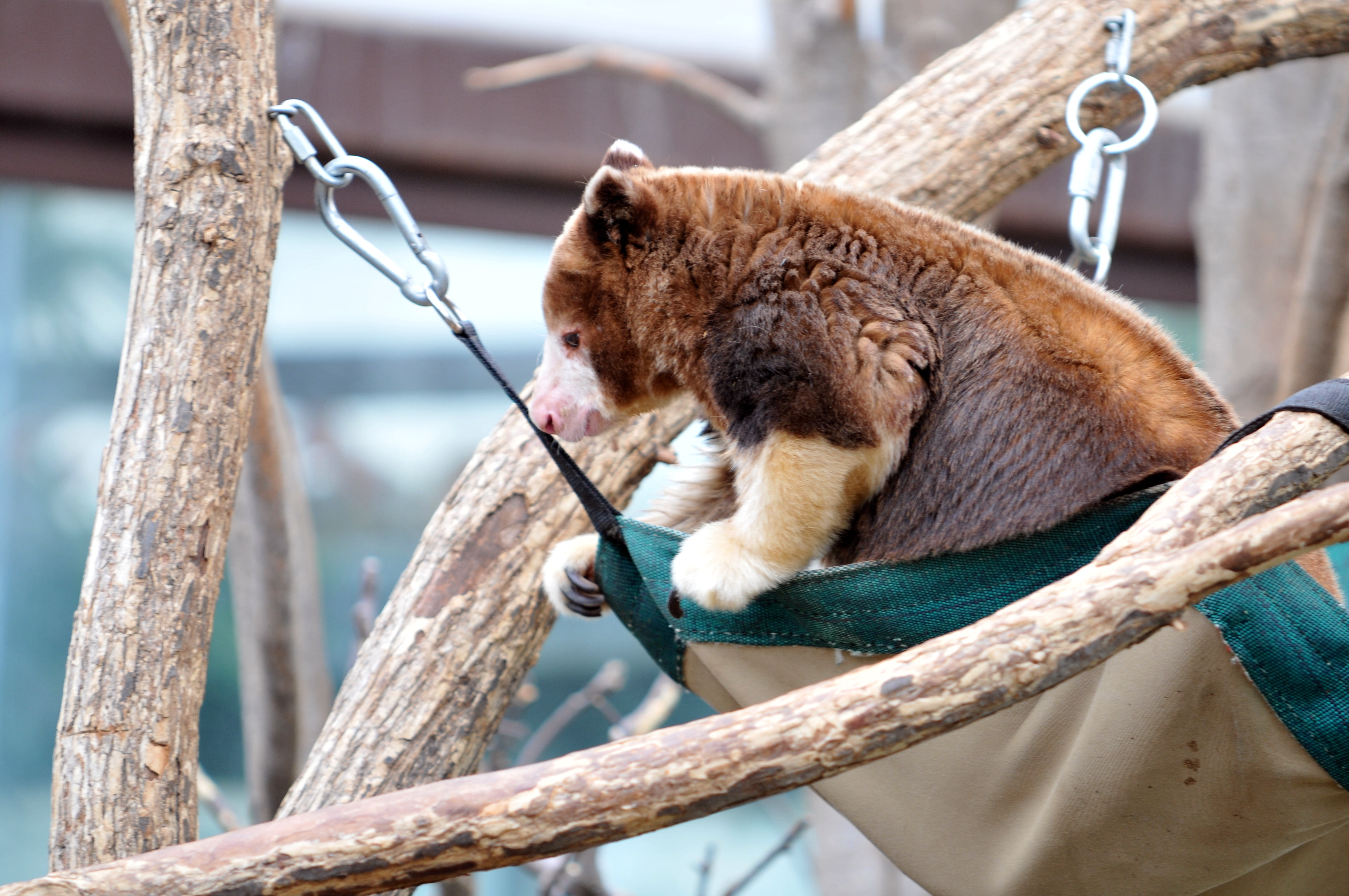
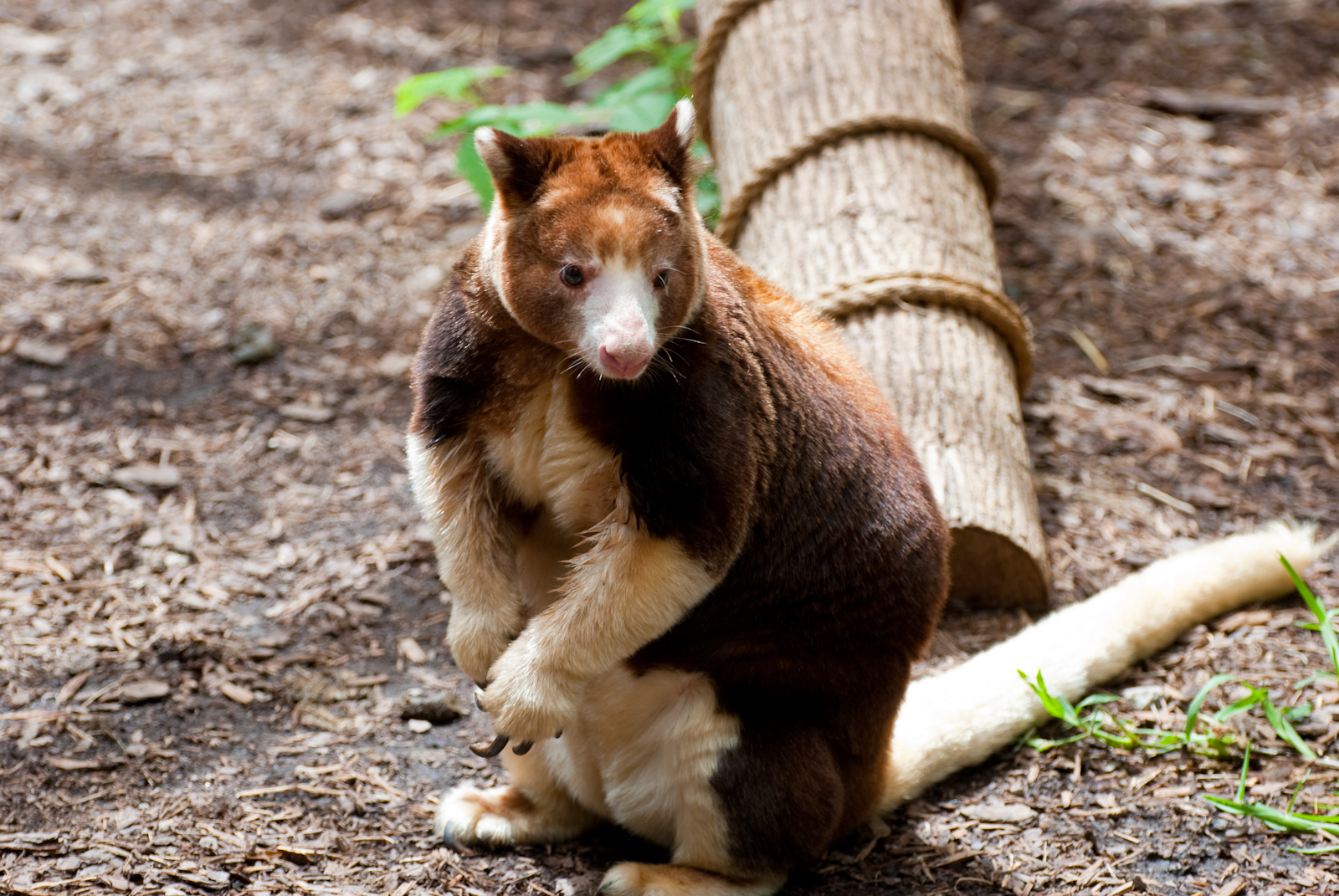